# Poro (Costa d'Ivori)
|  | Per a altres significats, vegeu «Poro, re dell'Indie». |

|  | Per a altres significats, vegeu «Poro». |

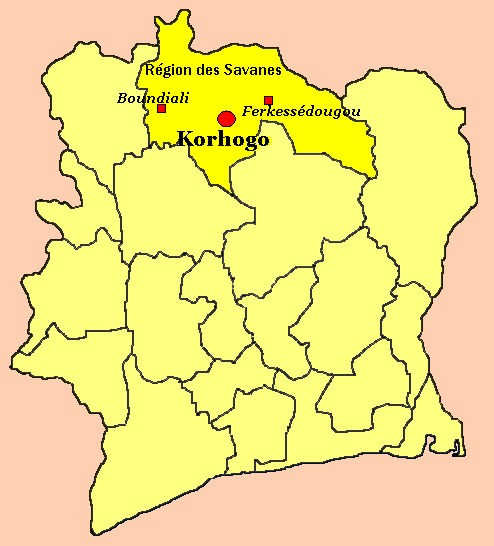
Antiga regió de les Sabanes, a on hi ha l'actual regió de Poro al centre.

Poro és una de les 31 regions de Costa d'Ivori. Està situada al centre del nord del país. La seva capital és Korhogo i el 2015 tenia una població aproximada de 763.852 habitants. Poro té una superfície de 13.400 km².

## Situació geogràfica i regions veïnes
La regió de Poro està situada al centre del nord de Costa d'Ivori. Limita al nord amb la República de Mali, a l'est amb les regions de Tchologo i de Hambol, al sud amb la regió de Béré i a l'oest amb la regió de Bagoué.

## Geografia
Té una climatologia sudanesa en al que hi ha dues estacions diferenciades: l'estació seca, que té la presència de l'harmattan, dura entre el desembre i el gener. El març i l'abril són els mesos més calorós. Entre el maig i l'octubre hi ha l'estació plujosa. Els dos mesos més plujosos són el juliol i l'agost. La temperatura de la regió oscil·la entre 24 i 34 graus.

## Departaments i municipis
La subdivisió administrativa de la regió de Poro és:
- Departament de Dikodougou (80.578 habitants): Sotsprefectures de Boron, de Dikodougou i de Guiembé.
- Departament de Korhogo (536.851 habitants): Sotsprefectures de Dassoungboho, de Kanoroba, de Karakoro, de Kiemou, de Kombolokoura, de Komborodougou, de Koni, de Korhogo, de Lataha, de Nafoun, de Napiéolédougou, de N'Ganon, de Niofoin, de Sirasso, de Sohouo i de Tioroniaradougou.
- Departament de M'Bengue (87.811 habitants): Hi ha Bougou, Katiala, Katogo i M'Bengué.
- Departament de Sinématiali (58.612 habitants): Hi ha Bouakaha, Kagbolodougou, Sediego i Sinématiali.

## Economia
Els principals sectors econòmics de Poro són l'agricultura, la ramaderia, el comerç, el turisme i la mineria.

### Agricultura
A banda dels cultius destinats a la subsistència, cal destacar els cultius de cotó, de blat de moro, d'arròs, de nyam, de cacauet, de tabac, de karité, de patata dolça, de fonio, de fesol i de mango.

### Turisme

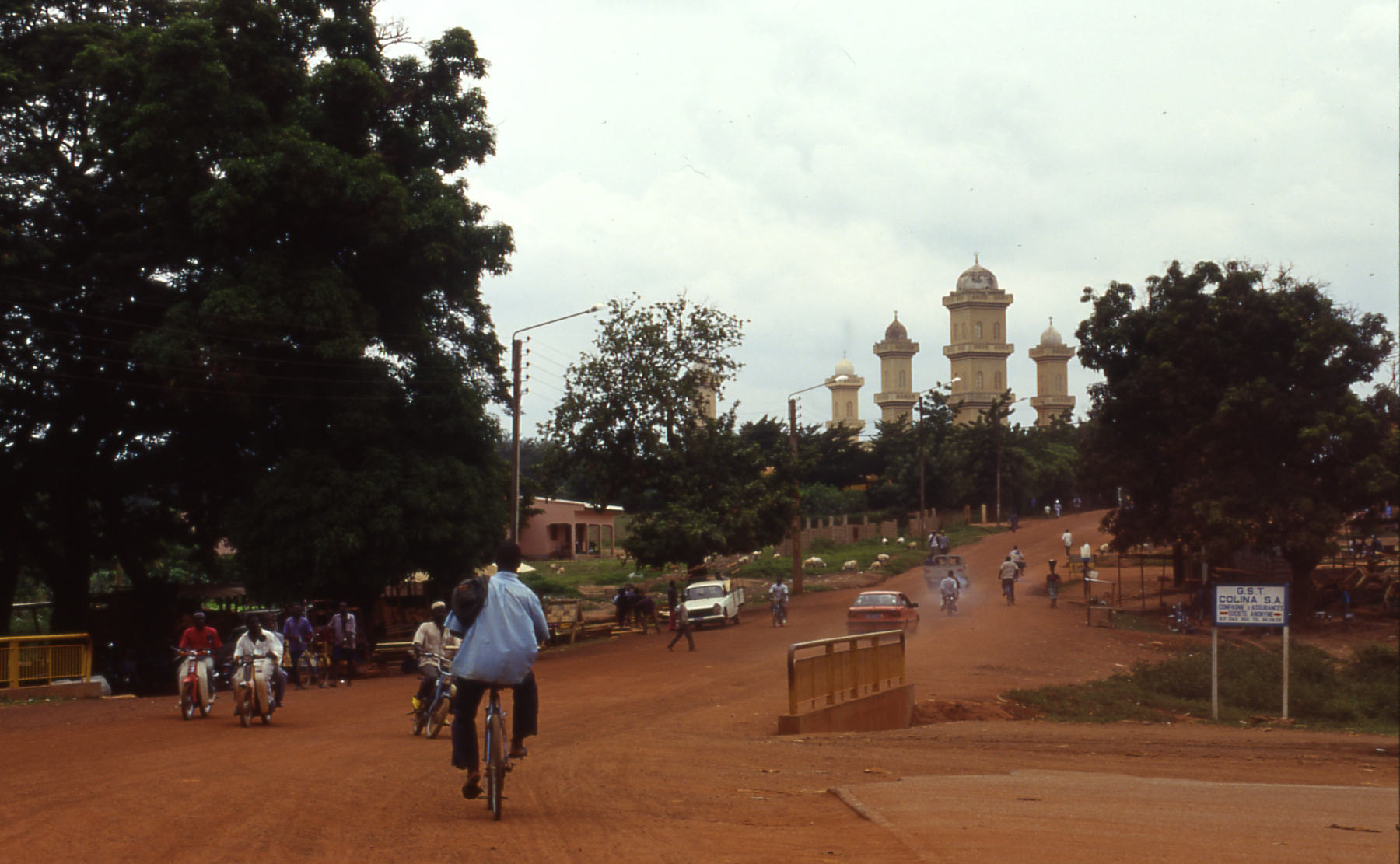
Vista de Korhogo, la capital amb la mesquita.

Els principals atractius turístics de Poro són:
- Els teixidors de Wrainéné
- Els pintors al llenç de Fapaha.
- Els cistellaires de Torgokaha.
- Els forjadors tradicionals de Koni.
- Els fabricants de perles de Kapélé.
- La casa sagrada de Niiofoin.
- El museu del patriarca Soro Péléforo Gbon sobre la història i el regne dels senufos.
- Les danses de la pantera de Natio i les danses Wambélé de Sinematiali.

## Cultura
La regió és rica en folklore: danses tradicionals iniciàtiques i cícliques. A més a més, a Korhogo s'hi celebra un festival artístic i cultural anual (FESACKO). A nivell esportiu, el club Omnisport de Korhogo juga a la primera divisió nacional de futbol.

### Grups humans
Els senufos són els pobladors autòctons de la regió juntament amb els malinkés, que també són anomenats diules.